# Spermophilus taurensis
Spermophilus taurensis — один з видів ховрахів, родина Вивіркові.

## Опис
Досягає довжини голови й тіла близько 20 сантиметрів і важить близько 200 грамів. Хвіст завдовжки близько 6,1 сантиметра. Спинний колір солом'яно-жовтий, злегка строкатий через чорні й коричневі плями. Підборіддя і щоки пісочного кольору. Ноги світло-пісочного кольору, черево від білого до сірого кольору. Хвіст відносно широкий, верхня частина відповідає забарвленню спини і нижня сторона від блідо-жовтого до червоного кольору, закінчується різко-чорним.

## Поширення
Це ендемік Таврських гір в Туреччині на висотах вище 1000 метрів. 

## Поведінка
Це денний вид.

## Загрози та охорона
В даний час немає загроз, тому що вид знаходиться на великих висотах, які не підпадають основним антропогенним впливам.